# Biagio Marin
Biagio Marin (Grado, 1891 - 1985) fou un poeta italià. De família petit burgesa, restà orfe de jovenet i estudià a Gorizia i Pazin. El 1911 marxà a Florència, on freqüentà l'ambient literari de La Voce i hi conegué Umberto Saba i Scipio Slataper. El 1912 marxà a la Universitat de Viena, on estudià filosofia. Després va tornar a Florència, on el va sorprendre l'esclat de la Primera Guerra Mundial. Tot i ser ciutadà austríac, es va enrolar voluntari en l'exèrcit italià. En acabar la guerra, es va graduar en filosofia a la Universitat de Roma La Sapienza amb Giovanni Gentile.
Durant un temps es dedicà a l'ensenyament i el 1921 inspector escolar, càrrec que deixà per a dirigir una residència corporativa d'estudiants a Grado fins al 1938, quan marxà a Trieste, on treballà com a bibliotecari de l'Assicurazioni Generali i es va fer amic del compositor Cesare Augusto Seghizzi. Durant la Segona Guerra Mundial va perdre el seu fill, mort en combat a Eslovènia, i formà part del Comitè d'Alliberament Nacional a Trieste. Després del conflicte decidí dedicar-se a publicar els seus poemes i el 1963 tornà al seu poble natal, d'on ja no en va sortir.

## Obres
- Fiuri de tapo (1912)
- Le litànie de la Madona (1949)
- I canti de l'isola (1951)
- Dopo la longa istae (1951)
- Solitàe (1961)
- Elegie istriane (1963)
- In non tempo del mare (1965)
- El mar de l'eterno (1967)
- I canti de l'isola (1970)
- La vita xe fiama (1972)
- Acquamarina (1973) en italià
- A sol calao (1974)
- Pan de pura farina (1976)
- El critoleo del corpo fracasao (1976, dedicada a Pier Paolo Pasolini)
- Stele cagiúe (1977)
- In memoria (1978)
- Nel silenzio più teso (1980)
- Poesie (1981)
- La vose de la sera (1985)